# 12.ª Divisão Panzer SS Hitlerjugend
A 12ª Divisão Panzer SS Hitlerjugend foi uma divisão da Waffen-SS durante a Segunda Guerra Mundial. A maioria do efetivo era originário da Juventude Hitlerista.

## Formação e treino

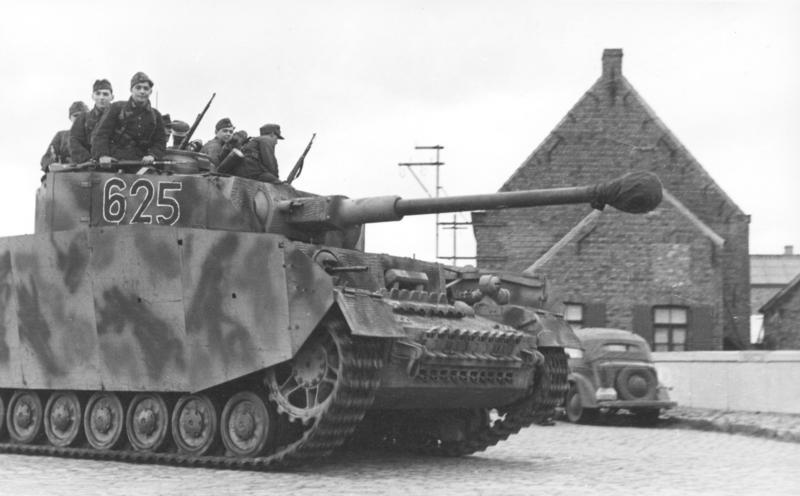
Os panzergrenadiers em um Panzer IV durante o treino em 1943, uma ideia de como os membros da divisão eram jovens pode ser obtida nesta imagem.

A ideia de uma divisão da Waffen-SS composto por membros da Juventude Hitlerista foi primeiramente proposta pelo Gruppenführer Gottlob Berger em janeiro de 1943 . Berger propôs esta ideia ao Reichsführer Heinrich Himmler, o qual defendeu a ideia. O plano para uma divisão de combate composto por membros da Juventude Hitlerista nascidos em 1926 foi passado para Adolf Hitler para sua aprovação. Hitler também se entusiasmou com a ideia, e em 13 de fevereiro de 1943, a ordem oficial para a criação de uma Divisão da Juventude Hitlerista foi emitida.